# David McGough
David Christopher McGough (ur. 20 listopada 1944 w Stoke-on-Trent, zm. 26 marca 2023 w Tean) – brytyjski duchowny rzymskokatolicki, w latach 2005-2020 biskup pomocniczy Birmingham. 

## Życiorys
Święcenia kapłańskie przyjął 14 marca 1970 w archidiecezji Birmingham. Przez cztery lata studiował biblistykę w Rzymie, zaś po powrocie do kraju rozpoczął pracę w Oscott College jako wykładowca tegoż przedmiotu. Pracował także jako proboszcz oraz wikariusz biskupi dla dekanatów Walsall, Wolverhampton, Black Country i Worcestershire.
25 października 2005 papież Benedykt XVI mianował go biskupem pomocniczym Birmingham ze stolicą tytularną Chunavia. Sakry udzielił mu 8 grudnia 2005 Vincent Nichols, ówczesny arcybiskup metropolita Birmingham. On też powierzył mu urząd wikariusza biskupiego dla północnych dekanatów archidiecezji.
18 marca 2020 przeszedł na emeryturę. 
Zmarł 26 marca 2023.